# شبيب باشا الأسعد
شبيب باشا الأسعد
أديب وشاعر وسياسي من جبل عامل، وهو ابن علي بك الأسعد من آل علي الصغير وتعود اصوله الى قبيلة عنزة

## ولادته ونشأته
- ولد شبيب باشا الأسعد، في تبنين مقر حكم والده علي بك الأسعد وذلك في العام 1852 ميلادي (1296 هجري).[1]
- نشأ في قلعة تبنين وقد تعلّم مبادئ القراءة والنحو والصرف والقران الكريم على الشيخ جعفر مغنية (المتوفي عام 1283 هجرية)، حيث درس عليه مع أخويه نجيب وناصيف.[2]
- توفي والده وهو في الثانية عشر من عمره، فانتقلت العائلة من تبنين إلى الزرارية.
- انتقل بعدها إلى استانبول وأقام فيها وتابع دراسته هناك.

## في السياسة
بعد وفاة والده، تقلّد مقاليد الزعامة في جبل عامل خليل بك الأسعد، وكان شبيب ما زال يافعا، فترعرع وشبّ وأقام في الأستانة في مدة زعامة خليل بك الأسعد، وبعد وفاته عاد إلى جبل عامل واستقرّ مجددا في قلعة تبنين، فالتفّ العلماء والأدباء حوله، لما كان له من باع في الشعر والأدب وكذلك وفاء لوالده الذي كان له الفضل الكثير على جمع غفير من العلماء والأدباء والشعراء العامليين.
لُقّب شبيب بالباشا وهو أول حمل هذا اللقب من آل علي الصغير الذين كانوا يلقّبون بالمشايخ أو البكوات، أما شبيب وأخوه ناصيف فنالا رتبة الباشوية عند استقبالهما ل(جميل باشا) في دمشق (عام 1878)، تكريمًا لهما وحبًا لوالدهما وجدهما.
إلا أنه لم يستطع التفرّد بالزعامة في جبل عامل، ونافسه كامل بك الأسعد، ولم تطل أيامه كثيرا فمات واستتبّ الأمر لكامل بك الأسعد من بعده. 
وعن أمر التنافس يقول السيد محسن الأمين ما نصّه: "كان أديبا له إلمام بعلم العربية جميل المنظر بهي الطلعة في الغاية، قرأ في علم العربية على الشيخ جعفر مغنية وعلى غيره. وذهب إلى استامبول فأقام بها سنين وطبع فيها ديوان شعره ثم عاد إلى جبل عامل وسكن قلعة تبنين وجرى بينه وبين بعض أبناء عمه خطوب وأحوال لأنهم خافوا أن
يغلبهم على الرئاسة وأقاموا عليه دعاوى زورية لدى الحكام فكان لهم الغلبة عليه".
كما كان له دور في الاجتماعات التي نظّمت في بلاد الشام ما بين (1877-1878)، حيث احتلّ الجيش الروسي (أدرنا) واتّجه صوب إسطنبول، مما هدّد المنطقة بالوقوع تحت احتلال أجنبي جديد، فاجتمع الأعيان والوجهاء في بلاد الشام للتشاور في أمر مستقبلهم في حال وقوع هذا الخطر، وقد مثّل جبل عامل كل من السيد محمد الأمين والشيخ علي الحر وشبيب باشا الأسعد والحاج علي عسيران. وطالبوا من خلال هذه الاجتماعات باستقلال سوريا في حال تعرّض البلاد لخطر استيلاء أجنبي، كما رأوا في الأمير عبد القادر الجزائري رئيسا للبلاد.
وكان لشبيب باشا ابن يدعى علي نصرة بك الأسعد وكان مفتشا من قبل الدولة العثمانية على ولايتي حلب والشام. وفي عهد الانتداب الفرنسي أصبح وزيرا للزراعة والتموين في حكومة شارل الدباس عام 1926 ميلادي.

## أشعاره
نشأ في قلعة تبنين، التي كانت مقصدا لكبار الشعراء والعلماء من جبل عامل والبلاد العربية المحيطة، أمثال الشيخ علي زيدان والشيخ محمد مغنية، والشيخ علي سبيتي، والشيخ حبيب الكاظمي والشيخ صالح الطرشيحي، والشيخ عباس القرشي النجفي وغيرهم وكانت القلعة تحوي على مكتبة أدبية وعلمية فيّمة، كما كان والده علي بك الأسعد شاعرا وأديبا وله مطولة شعرية معروفة بعينية علي بك الأسعد، كما كانت زوجة أبيه السيدة  فاطمة بنت أسعد خليل ناصيف النصار من الأديبات والشاعرات وكذلك أخته زينب بنت علي بك الأسعد. 
في هذه البيئة نشأ شبيب باشا الأسعد، محبّا للشعر، وقد مدح في شعره الخليفة العثماني عبد الحميد كما تضمّن شعره الحماسيات والعتاب وغيرها من ألوان الشعر، وقد وضع العديد من المصنفات الشعرية منها:
1. العقد المنضد في أشعار شبيب بن علي بك الأسعد (أو العقد المنضد، في ديوان أشعار الراجي في الدارين لطف ربه الواحد الأحد، شبيب بن علي بك الأسعد)
2. القصيدة البائية في مدح خير البرية.
3. نفثة مصدور في أباطيل أهل الزور والفجور
4. مسراة النفوس بالجلوس المأنوس.

## وفاته
توفي في مدينة صيدا في العام 1917 ميلادي (1335 هجرية)، ودفن فيها.  